# Antoigny
Ne doit pas être confondu avec Antogny.
Antoigny est une ancienne commune française, située dans le département de l'Orne en région Normandie, devenue le 12 janvier 2016 une commune déléguée au sein de la commune nouvelle de La Ferté-Macé.
Elle est peuplée de 122 habitants (les Antoniaciens).

## Géographie
La commune est située dans le Sud-Est du pays d'Andaine dans le pays de Passais. Son bourg est à 4,5 km à l'est de Couterne, à 7,5 km au sud-est de Bagnoles-de-l'Orne et à 8,5 km au sud de La Ferté-Macé.
Le point culminant (222 m) se situe en limite nord-est, près du lieu-dit la Nolendière. Le point le plus bas (138 m) correspond à la sortie du territoire de la Maure, affluent de la Gourbe, au sud. La commune est bocagère.
| Couterne (comm. nouv. de Rives-d'Andaine) | La Ferté-Macé (même comm. nouvelle) | Magny-le-Désert         |
| Couterne (comm. nouv. de Rives-d'Andaine) | Antoigny                            | Saint-Patrice-du-Désert |
| Méhoudin                                  | Méhoudin                            | Saint-Ouen-le-Brisoult  |

## Toponymie
Antoigni, Antoigné, Antoniacum (802)[réf. nécessaire], Antonaco (VIIe siècle) : du patronyme roman Antonius avec suffixe de propriété -acus/-aco.

## Histoire
Entre l'an 700 et 890, ce site serait déjà mentionné .
Le 12 janvier 2016, Antoigny intègre la commune de La Ferté-Macé créée sous le régime juridique des communes nouvelles instauré par la loi no 2010-1563 du 16 décembre 2010 de réforme des collectivités territoriales. La commune d'Antoigny devient une commune déléguée et le bourg de La Ferté-Macé est le chef-lieu de la commune nouvelle.

### Héraldique
| Blason de Antoigny | Blason  | Écartelé: au 1er d'argent à la couronne de lauriers de sinople, au 2e de gueules à deux léopards d'or, au 3e de gueules à l'épée renversée d'argent posée en bande et supportant un manteau d'or posé en barre, au 4e d'argent à la fasce ondée d'azur. |
| Blason de Antoigny | Détails | Le 1er rappelle la présence romaine sur le lieu ; le 2ème les armes de la Normandie ; le 3e Saint-Martin, patron de la paroisse ; le 4e la Gourbe, rivière du lieu. Adopté le 5 avril 2014. Création de Jean-François Binon.                            |

## Politique et administration
| Période                                  | Période        | Identité           | Étiquette | Qualité              |
| ---------------------------------------- | -------------- | ------------------ | --------- | -------------------- |
| 1977                                     | septembre 2013 | Jean-Claude Sohier | SE        |                      |
| octobre 2013                             | janvier 2016   | Marcel Flandrin    | SE        | Retraité de la Poste |
| Les données manquantes sont à compléter. |                |                    |           |                      |

Le conseil municipal était composé de onze membres dont le maire et deux adjoints. Ces conseillers intègrent au complet le conseil municipal de La Ferté-Macé le 12 janvier 2016 jusqu'en 2020 et Marcel Flandrin devient maire délégué.

## Démographie
L'évolution du nombre d'habitants est connue à travers les recensements de la population effectués dans la commune depuis 1793. À partir du 1er janvier 2009, les populations légales des communes sont publiées annuellement dans le cadre d'un recensement qui repose désormais sur une collecte d'information annuelle, concernant successivement tous les territoires communaux au cours d'une période de cinq ans. 
Pour les communes de moins de 10 000 habitants, une enquête de recensement portant sur toute la population est réalisée tous les cinq ans, les populations légales des années intermédiaires étant quant à elles estimées par interpolation ou extrapolation. Pour la commune, le premier recensement exhaustif entrant dans le cadre du nouveau dispositif a été réalisé en 2007,.
En 2021, la commune comptait 122 habitants, en évolution de −10,29 % par rapport à 2015 (Orne : −1,53 %, France hors Mayotte : +2,49 %).Antoigny a compté jusqu'à 627 habitants en 1806.
| 1793 | 1800 | 1806 | 1821 | 1831 | 1836 | 1841 | 1846 | 1851 |
| ---- | ---- | ---- | ---- | ---- | ---- | ---- | ---- | ---- |
| 605  | 597  | 627  | 538  | 610  | 526  | 520  | 528  | 485  |

| 1856 | 1861 | 1866 | 1872 | 1876 | 1881 | 1886 | 1891 | 1896 |
| ---- | ---- | ---- | ---- | ---- | ---- | ---- | ---- | ---- |
| 453  | 418  | 426  | 446  | 450  | 413  | 402  | 393  | 428  |

| 1901 | 1906 | 1911 | 1921 | 1926 | 1931 | 1936 | 1946 | 1954 |
| ---- | ---- | ---- | ---- | ---- | ---- | ---- | ---- | ---- |
| 412  | 332  | 250  | 234  | 234  | 203  | 188  | 198  | 186  |

| 1962 | 1968 | 1975 | 1982 | 1990 | 1999 | 2007 | 2011 | 2016 |
| ---- | ---- | ---- | ---- | ---- | ---- | ---- | ---- | ---- |
| 170  | 163  | 142  | 144  | 125  | 118  | 113  | 128  | 131  |

| 2019 | - | - | - | - | - | - | - | - |
| ---- | - | - | - | - | - | - | - | - |
| 125  | - | - | - | - | - | - | - | - |

## Lieux et monuments
- Église Saint-Martin. Le maître-autel et son retable, du XVIIe siècle, les retables latéraux de la même époque, une Vierge à l'Enfant du XIVe, une statue de saint Martin du XVIIIe et les fonts baptismaux du XVIIe sont classés à titre d'objets aux Monuments historiques[16].